# 이자 (1480년)
이자(李耔, 1480년 ~ 1533년)는 조선 중기의 문신이자 학자로 자는 차야, 호는 음애와 몽옹, 계옹이며 시호는 문의, 본관은 한산이다. 고려 말의 대표적인 성리학자였던 이색(李穡)의 5대손이며, 아버지 예견과 어머니 선산 김씨(관안의 딸)의 셋째 아들로 서울에서 태어났다. 한산 이씨는 고려 말 신흥 사대부 가문의 하나로, 이색이 조선 왕조의 건국에 지지 입장을 표명함으로써 가문의 안정적 지위가 확보될 수 있었다.

## 생애
종선계를 중심으로 가문의 성향이 훈구파에 경도된 것에 비해, 이자는 사림파 인사인 이심원의 문하에 드나들면서 사림파 성향을 견지했다. 어려서부터 아버지 예견의 부임지를 따라 관동과 영남 등지에서 살았다. 14세 때인 성종 25년(1494)에는 삼척의 두타산 중대사에 올라 《송사》를 읽고 개연히 발분하여 〈만언소〉를 지어 상소하고자 했으나 아버지의 반대로 거두기도 했다. 어려서부터 시정에 대한 명철한 혜안과 비판 의식을 가지고 있었던 것이다. 15세 때는 한훤당(寒暄堂) 김굉필(金宏弼)의 문인이며 태종의 현손인 주계군에게 나아가 이희보·김공량·송세충 등과 함께 수학했다. 1501년 사마시에 합격하여 이때 함께 합격한 김안국(金安國), 성세창 등과 교유했다. 22세 때인 연산군 8년(1502) 생원진사시에 이수정, 김안국에 이어 각각 열두 명 중 2등, 열여덟 명 중 2등으로 합격했다. 그리고 24세 때인 연산군 10년(1504) 식년 문과에서 장원으로 급제하여 사헌부 감찰에 제수되었고, 이후 이조의 정랑과 좌랑 등 요직을 두루 역임하는 등 일찍부터 능력을 발휘했다. 그러나 연산군의 폭정에 환멸을 느끼고 스스로 외직(의성 현령)을 구해 나갈 정도로 현실에 대한 비판 의식이 강했다.
1506년 중종반정으로 발탁되어 수찬, 교리, 사간 등을 지냈으며 1517년 부제학과 우부승지에 올랐다. 당시 조광조(趙光祖) 등 신진 세력들과 어울리며 개혁을 추진했으나 이들의 정치 노선을 따르지 않고 사림파와 훈구파 사이의 중도 정치노선을 택했다.
그는 훈구파 주도의 정국에서 야기된 여러 가지 문제점을 예리하게 지적하고, 이를 극복하고자 구체적인 대안을 제시했다. 다만 사림파의 이념과 사상에 완전히 경도되지 않고, 남곤(南袞)과 김안로(金安老) 등 훈구 세력과도 원만하게 지냈다. 상황에 따라 사림파와 훈구파의 완충 역할을 했던 것이다.
1519년 형조판서와 우참찬이 되었으나 기묘사화(己卯士禍)가 일어나 조광조와 사림파의 무리로 지목되어 파직당했다. 이후 충주시의 수주팔봉으로 퇴거하여 자신과 처지가 비슷하던 김세필(金世弼), 이약빙, 이연경 등과 학문을 교유하면서 지내다가 학문과 독서로 여생을 마쳤다.
학문적으로는 사장(詞章) 지향, 현실 대응 면에서는 수기(修己)보다 치인(治人)의 입장, 현실 문제에 대해서는 비판 의식을 바탕으로 한 대안의 마련에 고민하면서도 급진적이지는 않았던 인물이었다.
《기묘명현록》에도 이름이 올라와있고 충주의 팔봉서원에 제향되었으며 저서에는 《음애일기》, 《음애집》 등이 있고 노수신(盧守愼)이 행장을 썼다.

## 수주팔봉
1519년 기묘사화로 조광조와 김정은 귀양 후 사형당하고 이자(李耔)는 훈구파 남곤(南袞)의 도움으로 죽음은 면하고 귀양을 간다. 1차 귀양지는 용인 지곡동, 2차 귀양지는 음성 음애동, 3차 귀양지는 수주팔봉이 있는 충주 토계리였다. 이자가 토계리 칼바위(劍巖)로 귀양 온 것은 1529년이다. 이자는 이곳에 몽암(夢庵)을 짓고, 1519년 기묘사화로 충주에 낙향해 살고 있는 이연경(李延慶)과 교류한다. 1533년 이자가 세상을 떠난 후 1582년 충청감사 김우굉(金宇宏)과 충주목사 이선(李選)이 이자를 추모하여 1583년 계탄서원을 건립하였다. 계탄은 이자의 호인 계옹(溪翁)과 이연경의 호인 탄수(灘叟)에서 한 자씩 따서 만들어졌다. 이들 두 선생으로부터 가르침을 받은 노수신이 계탄서원의 완성을 기뻐하며 '칼바위(劍巖)' 시를 지었다. 현지 안내문에 나와 있는 칼바위 시는 다음과 같다.

험준한 칼바위 돌아깊은 토계 흐르고
두 노선생 이곳에서 만나 회포를 풀었지
옛 집 황량해 옛날부터 마음 아팠는데
이제 크고 화려한 집 새로 지으니 경사로세
맑고 투명한 가락에 용울음소리 멈추고
제례가 봉황에 의지해 어둠을 밝히네
이제 관리를 보내 서원 경영 시작되었으니  
꿈으로 돌아가지 않도록 고삐와 옷깃 다잡네.
— 칼바위, '황경문의 검암시에 차운하다'

## 사후
《음애 이자 묘역》(陰崖 李耔 墓域)은 경기도 용인시 기흥구 지곡동에 있다. 1990년 11월 22일 용인시의 향토문화재 제8호로 지정되었다가, 2000년 6월 12일 경기도의 기념물 제172호로 승격되었다.

## 같이 보기
- 충주시 수주팔봉